# William Schmalz
Pour les articles homonymes, voir Schmalz.
William Henry Schmalz  (31 décembre 1862-9 mai 1933) est un administrateur de compagnie d'assurances et politique municipal canadien de l'Ontario. Il est maire de la ville de Berlin (maintenant nommé Kitchener) de 1911 à 1912.

## Biographie
Les parents de Schmalz s'établissent dans le Canada-Est en provenance de Hesse en 1854. En 1878, Schmalz se joint à la Economical Mutual Fire Insurance Company en tant que transcripteur de police. En 1908, il en devient directeur et travaille pour la compagnie jusqu'en 1933. Il siège également au conseil d'administration de l'hôpital pendant 18 ans, dont trois à titre de président. En plus d'être membre de la chambre de commerce, il dirige le Berliner Journal (en) avec W.J. Morris.
Il épouse Eleanor Oelschlager et son fils, William Henry Eugene Schmalz, sera un architecte qui conçoit le premier hôtel de ville de la ville de Kitchener.
Schamlz sera l'un des plus importants philatélistes du Canada avec une collection de plus de 45 000 timbres. De plus, il chante dans plusieurs chorales et joue du cornet à pistons avec l'orchestre de Berlin. 
Il meurt en mai 1933 et est inhumé au cimetière Mount Hope de Kitchener.